# Shōji Hashimoto
 (juillet 2025).
Si vous disposez d'ouvrages ou d'articles de référence ou si vous connaissez des sites web de qualité traitant du thème abordé ici, merci de compléter l'article en donnant les références utiles à sa vérifiabilité et en les liant à la section « Notes et références ».
Shōji Hashimoto (橋本 昌二, Hashimoto Shōji), né le 18 avril 1935 et mort le 8 décembre 2009, est un joueur de go professionnel.

## Biographie
Hashimoto est devenu professionnel en 1947, à l'âge de seulement 12 ans. Il lui faudra ensuite seulement 11 ans pour atteindre le rang de 9e dan. Il a appris le go de son père Hashimoto Kunisaburo et ses disciples comptent Takahara Shuji, Moriyama Naoki, Oda Hiromitsu, Okahashi Hirotada, et Hayashi Kozo. Il est affilié à la Kansai-Kiin.

## Titres
| Titre                          | Années                                           |
| ------------------------------ | ------------------------------------------------ |
| Judan                          | 1974                                             |
| Oza                            | 1959, 1981                                       |
| Coupe NHK                      | 1980, 1985                                       |
| Championnat d'Hayago (en)      | 1974                                             |
| Championnat de la Kansai Ki-in | 1967 - 1969, 1970 - 1974, 1978, 1979, 1988, 1990 |